# Cadbury
Cadbury, tidligere Cadbury's og Cadbury Schweppes, er en britisk multinational konfekturefabrikant, der har været ejet af Mondelez International (oprindeligt Kraft Foods) siden 2010. Det er den næststørste konfekturefabrikant i verden efter Mars. Cadbury har internationalt hovedkvarter i Uxbridge, west London, og driver virksomhed i mere end 50 lande på verdensplan. Det er kendt for Dairy Milk, Creme Egg og deres Roses-kasse med blandet chokolade samt mange andre produkter. Det er et af de bedst-kendte britisk varemærker, og i 2013 udnævnte The Daily Telegraph Cadbury blandt Storbritanniens mest succesfulde eksportfirmaer.
Cadbury blev grundlagt i Birmingham i 1824 af John Cadbury, en kvæker der solgte te, kaffe og chokoladedrik. Cadbury udviklede virksomheden med sin bror Benjamin, og blev efterfulgt af sine sønner Richard og George. George udviklede Bournville-ejendommen, der var en modelandsby designet til at give virksomhedens ansatte bedre levevilkår. Dairy Milk chokolade, der blev introduceret i 1905, anvendte en større andel af mælk i forhold til konkurrerende produkter. I 1914 var chokoladen selskabet bedst sælgende produkt. Rowntree's, Fry's og Cadbury var Storbritanniens tre store konfekturefabrikanter i 1800- og 1900-tallet.
Cadbury fik sit første Royal Warrant fra dronning Victoria i 1854. Det har haft Royal Warrant fra Elizabeth 2. siden 1955. Cadbury blev slået sammen med J. S. Fry & Sons i 1919 og Schweppes i 1969. Det var kendt som Cadbury Schweppes indtil 2008, hvor den amerikanske drikkevarerproducent blev udskilt som Dr Pepper Snapple Group; ejerskabet af Schweppes-varemærket var allerede flyttet rundt mellem forskellige lande siden 2006. Cadbury var en del af FTSE 100 på London Stock Exchange fra indekset blev startet i 1984 indtil selskabet blev købt af Kraft Foods Inc. i 2010.

## Produkter
- 1866: Cocoa Essence
- 1868: Hjerteformet æske med chokolade (til Valentine's Day)[7]
- 1875: Easter Eggs
- 1897: Milk Chocolate og Fingers
- 1905: Dairy Milk
- 1908: Bournville
- 1914: Fry's Turkish Delight
- 1915: Milk Tray
- 1920: Flake
- 1923: Creme Egg (moderne form lanceret som Fry's i 1963)
- 1926: Cadbury Dairy Milk Fruit & Nut
- 1929: Crunchie (lanceret af Fry's)
- 1938: Roses
- 1948: Fudge
- 1958: Picnic
- 1960: Dairy Milk Buttons
- 1965: Cadbury Eclairs
- 1967: Aztec
- 1967: Mini Eggs
- 1969: Cadbury 5 Star
- 1970: Curly Wurly
- 1974: Snack
- 1976: Double Decker
- 1976: Starbar
- 1981: Wispa (relanceret 2007)
- 1985: Boost
- 1987: Twirl
- 1992: Time Out
- 1995: Wispa Gold (relanceret i 2009 og 2011)
- 1995: Puds (relaunched 2021)[8]
- 1996: Fuse (relanceret 2015)
- 1999: Heroes
- 2001: Brunch Bar, Dream
- 2004: Cadbury chokolade Digestives[9]
- 2009: Cadbury Clusters
- 2009: Dairy Milk Silk[10]
- 2010: Dairy Milk Bliss
- 2011: Big Race oreo
- 2012: Marvellous Creations and Crispello
- 2014: Pebbles
- 2014: Bubbly
- 2016: Cadbury Silk Oreo
- 2021: Cadbury Plant Bar (vegansk)[11]